# Les Fusillés (1940-1944)
 (octobre 2017).
Les Fusillés (1940-1944) (sous-titré Dictionnaire biographique des fusillés et exécutés par condamnation et comme otages et guillotinés en France pendant l'Occupation) est le 77e volume du Dictionnaire biographique, mouvement ouvrier, mouvement social.

## Projet
Ce projet prend sa source dans le travail de Jean-Pierre Besse et Thomas Pouty, coauteurs du livre Les Fusillés, Répression et exécutions pendant l'Occupation (1940-1944) paru en 2006 aux Éditions de l'Atelier. Les deux historiens démontrèrent que sous le terme de « fusillé » existaient en réalité différentes formes de répression :
- Fusillés condamnés à mort par les tribunaux allemands et italiens, les juridictions d'exception du régime de Vichy, les cours martiales de la Milice.
- Otages fusillés : victimes de représailles, les autorités allemandes firent de la publicité autour de leurs exécutions pour créer un climat de terreur.
- Exécutés sommaires : résistants fusillés sans jugement, au moment de leurs arrestations, à la liquidation des prisons, etc.
- Massacrés : civils fusillés.
- Morts au combat.

Jean-Pierre Besse, décédé prématurément en 2012, fut à l'initiative du dictionnaire biographique Les Fusillés (1940-1944). Ce livre est le fruit d'un travail réalisé par 111 auteurs durant huit ans. Il contient 4 425 biographies se répartissant entre 3 287 fusillés par condamnation, 863 otages fusillés, 18 guillotinés après condamnation, 8 suicidés juste avant la fusillade, 120 Alsaciens-Lorrains exécutés par condamnation, 85 suicidés et morts sous la torture, 39 femmes exécutées. Ouvrage socio-historique, ce dictionnaire décrit la diversité des parcours, des idéologies, des engagements, des milieux sociaux et des parcours répressifs des fusillés.
Le livre s'accompagne d'une base internet régulièrement mise à jour et enrichie de biographies d'exécutés sommaires et massacrés.

## Auteurs

### Direction et coordination
- Claude Pennetier
- Jean-Pierre Besse
- Thomas Pouty
- Delphine Leneveu

### Équipe de conception du projet, de recherche et de rédaction
- André Balent, Antonio Bechelloni, Barbara Bonazzi, Christian Bougeard, Paul Boulland, Fabrice Bourrée, Hélène Chaubin, Jean-Sébastien Chorin, Jean Darracq, Virginie Daudin, Claude Delasselle, Georges Duffau-Epstein, Thomas Fontaine, Daniel Grason, Jean-Marie Guillon, Guy Haudebourg, Odette Hémery-Hardy, Jean-Pierre Husson, Jocelyne Husson, Guy Krivopissko, Philippe Lecler, Christian Lescureux, Julien Lucchini, Robert Mencherini, Bernard Mouraz, Cédric Neveu, Jean-Paul Nicolas, Annie Pennetier, Gilles Pichavant, Alain Prigent, Jean Quellien, Jean-Pierre Ravery, Frédéric Stévenot, Léon Strauss, Frédéric Stroh, Dominique Tantin, Michel Thébault, Laurent Thiery, Serge Tilly.